# Malik Xams-ad-Din Muhàmmad
Xams al-Din Muhàmmad fou màlik mihrabànida de Sistan del 1480 fins a una data a l'entorn del 1500. Era el fill gran de Malik Nizam al-Din Yahya.
Els darrers anys del regne del seu pare els mihrabànides havien perdut el control de part del Sistan que formava una província timúrida governada per Badi al-Zaman; els mihrabànides només controlaven el nord del Makran a la frontera amb Sistan on Malik Nizam al-Din Yahya va morir el 1480. Llavors els comandants militars van acordar proclamar al seu fill Shams al-Din Muhammad com a successor.
El 1481 Shams al-Din fou cridat per la població de Zirih per agafar el control del Sistan; Shams al-Din Muhammad no hi va anar en persone, sinó que hi van enviar un exèrcit sota comandament dels seus germans Sultan Mahmud i Shah Ali. Badi al-Zaman no obstant va aixecar un exèrcit més nombros per defensar-se i va derrotar l'exèrcit mihrabànida. Shams al-Din per tant va continuar governant només el nord de Makran. Progressivament el poder efectiu va passar al seu germà Sultan Mahmud.
Badi al-Zaman fou cridat pel seu pare Husayn Baykara a Herat; hi va anar i va deixar al Sistan un general com a governador; aquest fet combinat amb la mort del notable local Mir Sayyid Ahmad i els seus dos fills, va debilitar el camp antimihrabànida al Sistan i diversos líders van donar suport al retorn de Shams al-Din Muhammad i Sultan Mahmud, que finalment van tornar a Sistan amb el seu exèrcit vers el 1485. El governador timúrida va fugir sense lluitar i els mihrabànides van entrar a Zarandj.
Uns anys després d'això, Shams al-Din Muhammad, va ser deposat pels notables en favor del seu germà Sultan Mahmud, que ja era des de feia temps el governant de facto. Shams al-Din va marxar al Kuhistan on va adquirir diverses terres i va restar fins a la seva mort, conservant no obstant una bona relació amb el seu germà.